# 希洛 (密西西比州)
希洛，又名希洛蘭丁（Shiloh Landing），是位於美國密西西比州伊薩奎納縣的鬼鎮。

## 歷史
希洛的郵局於1892年設立，其後於1932年停運。此地於1900年時約有78人。

## 地理
希洛所處的海拔為高於海平面31米（即102英呎），而該地所採用的時區為UTC-6，即北美中部時區（CST）。同時該地設有夏令時間，為UTC-6調快一小時，即UTC-5（CDT）。